# 廣德公主 (劉宋)
廣德公主（?—?），是中国南北朝宋武帝刘裕第三女儿，母亲是符修仪。
史书没有记载广德公主婚配情况和生卒年，只记载了她在生母符修仪去世时，为生母服丧大功，大功是五服的第三等，次于斩衰、齐衰。

## 母
符修仪，刘宋开国皇帝刘裕的妃嫔，符姓，被封为修仪。